# Magal
Magno Aparecido de Andrade, meglio noto come Magal (Lavras, 28 giugno 1987), è un ex calciatore brasiliano, di ruolo difensore.

## Carriera
Ha giocato nella massima serie e nella seconda divisione brasiliana.

## Statistiche

### Presenze e reti nei club
Statistiche aggiornate al 10 ottobre 2021.
| Stagione            | Squadra             | Campionato          | Campionato | Campionato | Coppe nazionali | Coppe nazionali | Coppe nazionali | Coppe continentali | Coppe continentali | Coppe continentali | Altre coppe | Altre coppe | Altre coppe | Totale | Totale |
| Stagione            | Squadra             | Comp                | Pres       | Reti       | Comp            | Pres            | Reti            | Comp               | Pres               | Reti               | Comp        | Pres        | Reti        | Pres   | Reti   |
| ------------------- | ------------------- | ------------------- | ---------- | ---------- | --------------- | --------------- | --------------- | ------------------ | ------------------ | ------------------ | ----------- | ----------- | ----------- | ------ | ------ |
| 2010                | Democrata-GV        | M1/MG               | 15         | 1          |                 | -               | -               |                    | -                  | -                  |             | -           | -           | 15     | 1      |
| 2010                | ASA                 | B                   | 28         | 3          |                 | -               | -               |                    | -                  | -                  |             | -           | -           | 28     | 3      |
| 2011                | Americana           | A1/SP+B             | 14+35      | 0+1        |                 | -               | -               |                    | -                  | -                  |             | -           | -           | 49     | 1      |
| 2012                | Flamengo            | A/RJ+A              | 7+14       | 0          |                 | -               | -               | CL                 | 1                  | 0                  |             | -           | -           | 22     | 0      |
| 2013                | Bahia               | PD/BA               | 11         | 0          | CB              | 1               | 1               |                    | -                  | -                  |             | -           | -           | 12     | 1      |
| 2013                | Portuguesa          | A                   | 0          | 0          |                 | -               | -               | CS                 | 2                  | 0                  |             | -           | -           | 2      | 0      |
| 2014                | Ponte Preta         | A1/SP+B             | 14+2       | 0          | CB              | 3               | 0               |                    | -                  | -                  |             | -           | -           | 19     | 0      |
| 2014                | Bragantino          | B                   | 4          | 0          |                 | -               | -               |                    | -                  | -                  |             | -           | -           | 4      | 0      |
| 2015                | São Bernardo        | A1/SP               | 15         | 1          |                 | -               | -               |                    | -                  | -                  |             | -           | -           | 15     | 1      |
| 2016                | São Bernardo        | A1/SP               | 14         | 0          |                 | -               | -               |                    | -                  | -                  |             | -           | -           | 14     | 0      |
| Totale São Bernardo | Totale São Bernardo | Totale São Bernardo | 29         | 1          |                 | -               | -               |                    | -                  | -                  |             | -           | -           | 29     | 1      |
| 2016-2017           | Juárez              | AMX                 | 25         | 3          | CM              | 8               | 0               |                    | -                  | -                  |             | -           | -           | 33     | 3      |
| 2017-2018           | Juárez              | AMX                 | 30         | 0          | CM              | 4               | 0               |                    | -                  | -                  |             | -           | -           | 34     | 0      |
| lug.-dic. 2018      | Juárez              | AMX                 | 10         | 0          | CM              | 6               | 0               |                    | -                  | -                  |             | -           | -           | 16     | 0      |
| Totale Juárez       | Totale Juárez       | Totale Juárez       | 65         | 3          |                 | 18              | 0               |                    | -                  | -                  |             | -           | -           | 83     | 3      |
| Totale carriera     | Totale carriera     | Totale carriera     | 238        | 9          |                 | 22              | 1               |                    | 3                  | 0                  |             | -           | -           | 263    | 10     |